# بدهولة (حديبو)

تعديل مصدري - تعديل

بدهولة إحدى قرى مديرية حديبو التابعة لمحافظة سقطرى، بلغ تعداد سكانها 622 نسمة حسب تعداد اليمن لعام 2004.